# Saison 8 de RuPaul's Drag Race All Stars
La huitième saison de RuPaul's Drag Race All Stars est diffusée pour la première fois du 12 mai 2023 au 21 juillet 2023 sur Paramount+ aux États-Unis et sur WOW Presents Plus à l'international.
Le 18 août 2022, l'émission est renouvelée pour sa huitième saison. Le casting est composé de douze candidates et est dévoilé le 20 avril 2023 sur les réseaux sociaux.
La gagnante de la saison reçoit un an d'approvisionnement de maquillage chez Anastasia Beverly Hills et 200 000 dollars.
La gagnante de la saison est Jimbo, avec Kandy Muse comme seconde.

## Candidates
(Les noms et âges donnés sont ceux annoncés au moment de la compétition.)
| Candidate            | Âge | Résidence                                | Saison originale       | Saison originale | Classement original | Classement final |
| -------------------- | --- | ---------------------------------------- | ---------------------- | ---------------- | ------------------- | ---------------- |
| Jimbo                | 38  | Victoria, Colombie-Britannique ( Canada) | Drapeau du Canada      | Saison 1         | 4e place            | Gagnante         |
| Kandy Muse           | 27  | New York, État de New York               | Drapeau des États-Unis | Saison 13        | Seconde             | Seconde          |
| Jessica Wild         | 42  | Boston, Massachusetts                    | Drapeau des États-Unis | Saison 2         | 6e place            | 3e place         |
| Alexis Michelle      | 37  | New York, État de New York               | Drapeau des États-Unis | Saison 9         | 5e place            | 4e place         |
| LaLa Ri              | 31  | Atlanta, Géorgie                         | Drapeau des États-Unis | Saison 13        | 10e place           | 5e place         |
| Kahanna Montrese     | 28  | Las Vegas, Nevada                        | Drapeau des États-Unis | Saison 11        | 14e place           | 6e place         |
| Jaymes Mansfield     | 32  | Milwaukee, Wisconsin                     | Drapeau des États-Unis | Saison 9         | 14e place           | 7e place         |
| Heidi N Closet       | 27  | Los Angeles, Californie                  | Drapeau des États-Unis | Saison 12        | 6e place            | 8e place         |
| Darienne Lake        | 50  | Rochester, État de New York              | Drapeau des États-Unis | Saison 6         | 4e place            | 9e place         |
| Mrs. Kasha Davis     | 51  | Rochester, État de New York              | Drapeau des États-Unis | Saison 7         | 11e place           | 10e place        |
| Naysha Lopez         | 37  | Los Angeles, Californie                  | Drapeau des États-Unis | Saison 8         | 9e place            | 11e place        |
| Monica Beverly Hillz | 37  | Chicago, Illinois                        | Drapeau des États-Unis | Saison 5         | 12e place           | 12e place        |

## Progression des candidates
|                      | Épisode | Épisode | Épisode | Épisode | Épisode | Épisode | Épisode | Épisode | Épisode | Épisode | Épisode | Épisode  |
| 1                    | 2       | 3       | 4       | 5       | 6       | 7       | 8       | 9       | 10      | 11      | 12      |          |
| -------------------- | ------- | ------- | ------- | ------- | ------- | ------- | ------- | ------- | ------- | ------- | ------- | -------- |
| Jimbo                | SAFE    | WIN     | HIGH    | WIN     | WIN     | SAFE    | HIGH    | HIGH    | WIN     | BTM2    | INVITÉE | GAGNANTE |
| Kandy Muse           | SAFE    | SAFE    | HIGH    | HIGH    | SAFE    | WIN     | SAFE    | BTM2    | BTM3    | WIN     | INVITÉE | SECONDE  |
| Jessica Wild         | SAFE    | SAFE    | WIN     | HIGH    | BTM2    | HIGH    | HIGH    | HIGH    | BTM3    | ELIM    | FG      | INVITÉE  |
| Alexis Michelle      | HIGH    | SAFE    | SAFE    | BTM3    | HIGH    | SAFE    | BTM2    | WIN     | ELIM    |         | FG      | INVITÉE  |
| LaLa Ri              | HIGH    | SAFE    | HIGH    | SAFE    | SAFE    | HIGH    | WIN     | ELIM    |         |         | WIN     | INVITÉE  |
| Kahanna Montrese     | WIN     | BTM2    | SAFE    | SAFE    | BTM2    | BTM2    | ELIM    |         |         |         | FG      | INVITÉE  |
| Jaymes Mansfield     | HIGH    | HIGH    | SAFE    | BTM3    | HIGH    | ELIM    |         |         |         |         | WIN     | INVITÉE  |
| Heidi N Closet       | SAFE    | HIGH    | SAFE    | SAFE    | QUIT    |         |         |         |         |         |         |          |
| Darienne Lake        | BTM2    | SAFE    | BTM2    | ELIM    |         |         |         |         |         |         | FG      | INVITÉE  |
| Mrs. Kasha Davis     | SAFE    | SAFE    | ELIM    |         |         |         |         |         |         |         | FG      | INVITÉE  |
| Naysha Lopez         | SAFE    | ELIM    |         |         |         |         |         |         |         |         | FG      | INVITÉE  |
| Monica Beverly Hillz | ELIM    |         |         |         |         |         |         |         |         |         | FG      | INVITÉE  |

 La candidate a gagné RuPaul's Drag Race All Stars.
 La candidate est arrivée seconde.
 La candidate a gagné le maxi défi et a gagné le lip-sync contre la lip-sync assassin.
 La candidate a gagné le maxi défi mais a perdu le lip-sync contre la lip-sync assassin.
 La candidate a reçu des critiques positives des juges et a été déclarée sauve.
 La candidate a été déclarée sauve.
 La candidate a été en danger d'élimination.
 La candidate a été éliminée.
 La candidate a abandonné la compétition.
 La candidate a gagné le titre de Queen of the Fame Games.
 La candidate a gagné le Fame Games Variety Extravaganza.
 La candidate a participé au Fame Games Variety Extravaganza mais n'a pas gagné.

## Lip-syncs
| Épisode | Candidate                               | vs. | Lip Sync Assassin                            | Chanson                                   | Artiste                      | Gagnante(s)              | Candidates en danger d'élimination             | Candidate(s) éliminée(s) |
| ------- | --------------------------------------- | --- | -------------------------------------------- | ----------------------------------------- | ---------------------------- | ------------------------ | ---------------------------------------------- | ------------------------ |
| 1       | Kahanna Montrese (Monica Beverly Hillz) | vs. | Aja LaBeija (Monica Beverly Hillz)           | Freakum Dress                             | Beyoncé                      | Aja LaBeija              | Darienne Lake Monica Beverly Hillz             | Monica Beverly Hillz     |
| 2       | Jimbo (Naysha Lopez)                    | vs. | Pangina Heals (Naysha Lopez)                 | She Bop                                   | Cyndi Lauper                 | Pangina Heals            | Kahanna Montrese Naysha Lopez                  | Naysha Lopez             |
| 3       | Jessica Wild (Mrs. Kasha Davis)         | vs. | Ra'Jah O'Hara (Mrs. Kasha Davis)             | Coconuts                                  | Kim Petras                   | Jessica Wild             | Darienne Lake Mrs. Kasha Davis                 | Mrs. Kasha Davis         |
| 4       | Jimbo (Darienne Lake)                   | vs. | Shannel (Darienne Lake)                      | Bad Reputation                            | Joan Jett                    | Shannel                  | Alexis Michelle Darienne Lake Jaymes Mansfield | Darienne Lake            |
| 5       | Jimbo (Kahanna Montrese)                | vs. | Jasmine Kennedie (Kahanna Montrese)          | Hallucinate                               | Dua Lipa                     | Jasmine Kennedie         | Jessica Wild Kahanna Montrese                  | Aucune                   |
| 6       | Kandy Muse (Jaymes Mansfield)           | vs. | Angeria Paris VanMichaels (Jaymes Mansfield) | I'm Not Perfect (But I'm Perfect for You) | Grace Jones                  | Kandy Muse               | Jaymes Mansfield Kahanna Montrese              | Jaymes Mansfield         |
| 7       | LaLa Ri (Kahanna Montrese)              | vs. | Jorgeous (Kahanna Montrese)                  | About Damn Time                           | Lizzo                        | LaLa Ri                  | Alexis Michelle Kahanna Montrese               | Kahanna Montrese         |
| 8       | Alexis Michelle (LaLa Ri)               | vs. | Nicky Doll (LaLa Ri)                         | These Boots Are Made For Walkin'          | Nancy Sinatra                | Alexis Michelle          | Kandy Muse LaLa Ri                             | LaLa Ri                  |
| 9       | Jimbo (Alexis Michelle)                 | vs. | Silky Nutmeg Ganache (Alexis Michelle)       | Freak-A-Zoid                              | Midnight Star                | Jimbo                    | Alexis Michelle Jessica Wild Kandy Muse        | Alexis Michelle          |
| 10      | Kandy Muse (Jessica Wild)               | vs. | Priyanka (Jessica Wild & Jimbo)              | Jumpin', Jumpin'                          | Destiny's Child              | Priyanka                 | Jessica Wild Jimbo                             | Jessica Wild             |
| Épisode | Candidate                               |     | Candidate                                    | Chanson                                   | Artiste                      | Gagnante(s)              |                                                |                          |
| 11      | Jaymes Mansfield                        | vs. | LaLa Ri                                      | Rain on Me                                | Lady Gaga ft. Ariana Grande  | Jaymes Mansfield LaLa Ri |                                                |                          |
| 12      | Jimbo                                   | vs. | Kandy Muse                                   | Do Ya Wanna Funk                          | Sylvester ft. Patrick Cowley | Jimbo                    |                                                |                          |

 La candidate a été éliminée après sa première fois en danger d'élimination.
 La candidate a été éliminée après sa deuxième fois en danger d'élimination.
 La candidate a été éliminée après sa troisième fois en danger d'élimination.
 La candidate a été éliminée après sa quatrième fois en danger d'élimination.
 La candidate a remporté le lip-sync.
 La candidate a remporté le lip-sync et la saison.

## Historique des votes
| Épisode              | 1                       | 2                      | 3                      | 4                                  | 5                       | 6                      | 7                      | 8                     | 9                                | 10                         |
| -------------------- | ----------------------- | ---------------------- | ---------------------- | ---------------------------------- | ----------------------- | ---------------------- | ---------------------- | --------------------- | -------------------------------- | -------------------------- |
| Décisionnaire        | Le groupe               | Le groupe              | Jessica Wild           | Le groupe                          | Le groupe               | Kandy Muse             | LaLa Ri                | Alexis Michelle       | Jimbo                            | Kandy Muse                 |
|                      |                         |                        |                        |                                    |                         |                        |                        |                       |                                  |                            |
| Jimbo                | Monica                  | Naysha                 | Darienne               | Darienne                           | Kahanna                 | Jaymes                 | Kahanna                | LaLa Ri               | Alexis                           | Jessica                    |
| Kandy Muse           | Darienne                | Naysha                 | Kasha                  | Darienne                           | Kahanna                 | Jaymes                 | Kahanna                | LaLa Ri               | Alexis                           | Jessica                    |
| Jessica Wild         | Monica                  | Kahanna                | Kasha                  | Darienne                           | Kahanna                 | Jaymes                 | Kahanna                | LaLa Ri               | Alexis                           | Jimbo                      |
| Alexis Michelle      | Monica                  | Naysha                 | Kasha                  | Darienne                           | Kahanna                 | Jaymes                 | Kahanna                | LaLa Ri               | Jessica                          |                            |
| LaLa Ri              | Darienne                | Naysha                 | Kasha                  | Darienne                           | Kahanna                 | Jaymes                 | Kahanna                | Kandy                 |                                  |                            |
| Kahanna Montrese     | Monica                  | Naysha                 | Kasha                  | Darienne                           | Jessica                 | Jaymes                 | Alexis                 |                       |                                  |                            |
| Jaymes Mansfield     | Darienne                | Naysha                 | Darienne               | Darienne                           | Kahanna                 | Kahanna                |                        |                       |                                  |                            |
| Heidi N Closet       | Monica                  | Naysha                 | Darienne               | Darienne                           | —                       |                        |                        |                       |                                  |                            |
| Darienne Lake        | Monica                  | Naysha                 | Kasha                  | Jaymes                             |                         |                        |                        |                       |                                  |                            |
| Mrs. Kasha Davis     | Monica                  | Kahanna                | Darienne               |                                    |                         |                        |                        |                       |                                  |                            |
| Naysha Lopez         | Monica                  | Kahanna                |                        |                                    |                         |                        |                        |                       |                                  |                            |
| Monica Beverly Hillz | Darienne                |                        |                        |                                    |                         |                        |                        |                       |                                  |                            |
|                      |                         |                        |                        |                                    |                         |                        |                        |                       |                                  |                            |
| Votes du groupe      | 7 : Monica 4 : Darienne | 7 : Naysha 3 : Kahanna | 5 : Kasha 4 : Darienne | 7 : Darienne 1 : Jaymes 0 : Alexis | 5 : Kahanna 1 : Jessica | 5 : Jaymes 1 : Kahanna | 4 : Kahanna 1 : Alexis | 3 : LaLa Ri 1 : Kandy | 2 : Alexis 1 : Jessica 0 : Kandy | 1 : Jessica Wild 1 : Jimbo |
| Candidate éliminée   | Monica Beverly Hillz    | Naysha Lopez           | Mrs. Kasha Davis       | Darienne Lake                      | Aucune                  | Jaymes Mansfield       | Kahanna Montrese       | LaLa Ri               | Alexis Michelle                  | Jessica Wild               |

 La candidate a gagné le lip sync for your legacy et le vote a été décisif.
 La candidate a perdu le lip sync for your legacy et le vote n'a pas compté.
 La candidate a perdu le lip sync for your legacy mais le vote a été décisif.
 La candidate a été en danger d'élimination.
 La candidate a été éliminée.
 L'élimination a été déterminée par la gagnante de l'épisode à la suite d'une égalité des votes du groupe.
 L'élimination a été déterminée par la gagnante de l'épisode.
 L'élimination a été déterminée par le vote du groupe.

## Juges invités
Cités par ordre d'apparition :
- Idina Menzel, actrice américaine ;
- Robin Thede, comédienne américaine ;
- JoJo Siwa, danseuse et chanteuse américaine ;
- Maude Apatow, actrice américaine ;
- Bowen Yang, comédien australo-américain ;
- Matt Rogers, comédien américain ;
- Adam Shankman, acteur américain ;
- Javicia Leslie, actrice américaine ;
- Brandon Boyd, musicien américain ;
- Thom Filicia, designer d'intérieur américain ;
- Zooey Deschanel, actrice américaine ;
- Ego Nwodim, actrice américaine.

### Invités spéciaux
Certains invités apparaissent dans les épisodes, mais ne font pas partie du panel de jurés.
Épisode 1
- Raven, drag queen américaine.

Épisode 2
- Bobby Moynihan, acteur américain.

Épisode 6
- Leland, auteur-compositeur-interprète et producteur de musique américain.

Épisode 8
- Raven, drag queen américaine ;
- Shannel, drag queen américaine.

Épisode 9
- Alec Mapa, humoriste américain ;
- Katya, drag queen américaine.

#### Lip Sync Assassins
Certaines anciennes candidates de la franchise Drag Race reviennent pour se battre contre les gagnantes des épisodes, mais ne font pas partie du panel de jurés.
- Aja LaBeija, drag queen américaine ;
- Pangina Heals, drag queen thaïlandaise ;
- Ra'Jah O'Hara, drag queen américaine ;
- Shannel, drag queen américaine ;
- Jasmine Kennedie, drag queen américaine ;
- Angeria Paris VanMicheals, drag queen américaine ;
- Jorgeous, drag queen américaine ;
- Nicky Doll, drag queen française ;
- Silky Nutmeg Ganache, drag queen américaine ;
- Priyanka, drag queen canadienne.

## Épisodes
| GENRE MUSICAL | GENRE MUSICAL | GLAM ROCK       | GLAM ROCK     | GLAM ROCK      | GLAM ROCK            | GLAM ROCK           | GLAM ROCK         | DISCO            | DISCO        | DISCO          | DISCO           | DISCO                | DISCO            |
| ------------- | ------------- | --------------- | ------------- | -------------- | -------------------- | ------------------- | ----------------- | ---------------- | ------------ | -------------- | --------------- | -------------------- | ---------------- |
| CANDIDATE     | CANDIDATE     | Alexis Michelle | Darienne Lake | Heidi N Closet | Kahanna Montrese     | Kandy Muse          | Naysha Lopez      | Jaymes Mansfield | Jessica Wild | Jimbo          | LaLa Ri         | Monica Beverly Hillz | Mrs. Kasha Davis |
| MINI DÉFI     | FAMOUS THEN   | Gloria Swanson  | Guenièvre     | Rococo         | Âge d'or d'Hollywood | RuPaul              | Gabrielle Chanel  | Linda Ronstadt   | Néfertiti    | Marilyn Monroe | Diahann Carroll | Cléopâtre            | Lucille Ball     |
| MINI DÉFI     | FAMOUS NOW    | Kim Kardashian  | Billie Eilish | Chloe x Halle  | Lil Nas X            | Megan Thee Stallion | Donatella Versace | JoJo Siwa        | Bad Bunny    | Bouton j'aime  | OnlyFans        | Kim Petras           | Kris Jenner      |

| ÉQUIPE    | BEST FRIENDS 4 NEVER | BEST FRIENDS 4 NEVER | BEST FRIENDS 4 NEVER | RUN, QUEEN, RUN | RUN, QUEEN, RUN  | RUN, QUEEN, RUN | GET OFF ISLAND  | GET OFF ISLAND | GET OFF ISLAND   |
| --------- | -------------------- | -------------------- | -------------------- | --------------- | ---------------- | --------------- | --------------- | -------------- | ---------------- |
| CANDIDATE | Jessica Wild         | Jimbo                | Kandy Muse           | Heidi N Closet  | Kahanna Montrese | LaLa Ri         | Alexis Michelle | Darienne Lake  | Jaymes Mansfield |

| CANDIDATE  | Alexis Michelle | Heidi N Closet | Jaymes Mansfield  | Jessica Wild | Jimbo          | Kahanna Montrese | Kandy Muse     | LaLa Ri  |
| PERSONNAGE | Beatrice Arthur | Barbe Noire    | Jennifer Coolidge | Iris Chacón  | Shirley Temple | Coco Montrese    | Renée Graziano | Sukihana |

| CANDIDATE | Alexis Michelle | Darienne Lake | Jaymes Mansfield | Jessica Wild | Jimbo   | Kahanna Montrese | Kandy Muse | LaLa Ri  | Monica Beverly Hillz | Mrs. Kasha Davis | Naysha Lopez |
| TALENT    | Chant           | Stand-up      | Lip-sync         | Lip-sync     | Comédie | Lip-sync         | Lip-sync   | Lip-sync | Lip-sync             | Lip-sync         | Flamenco     |